# 淀殿
淀殿（日语：／ Yodo Dono，约1569年—1615年6月4日），本名為淺井茶茶，父親是日本戰國大名淺井長政，母親是織田信長之妹阿市之方。她是豐臣秀吉的側室，為秀吉生下鶴松與秀賴兩個兒子。二妹常高院（阿初）是京極高次之妻，而三妹崇源院（阿江）則是德川秀忠夫人。

## 早年生活
她出生於近江國小谷城，父親長政與舅父信長互相爭戰多年，最後小谷城在1573年被攻落，她與母親及妹妹一同逃出，被送回織田家。1582年，母親改嫁給柴田勝家，母女四人一同前往越前國北庄城。1583年，羽柴秀吉攻下北庄，勝家與阿市自盡身亡，三個女兒便接受秀吉的照顧。

## 秀吉之側室

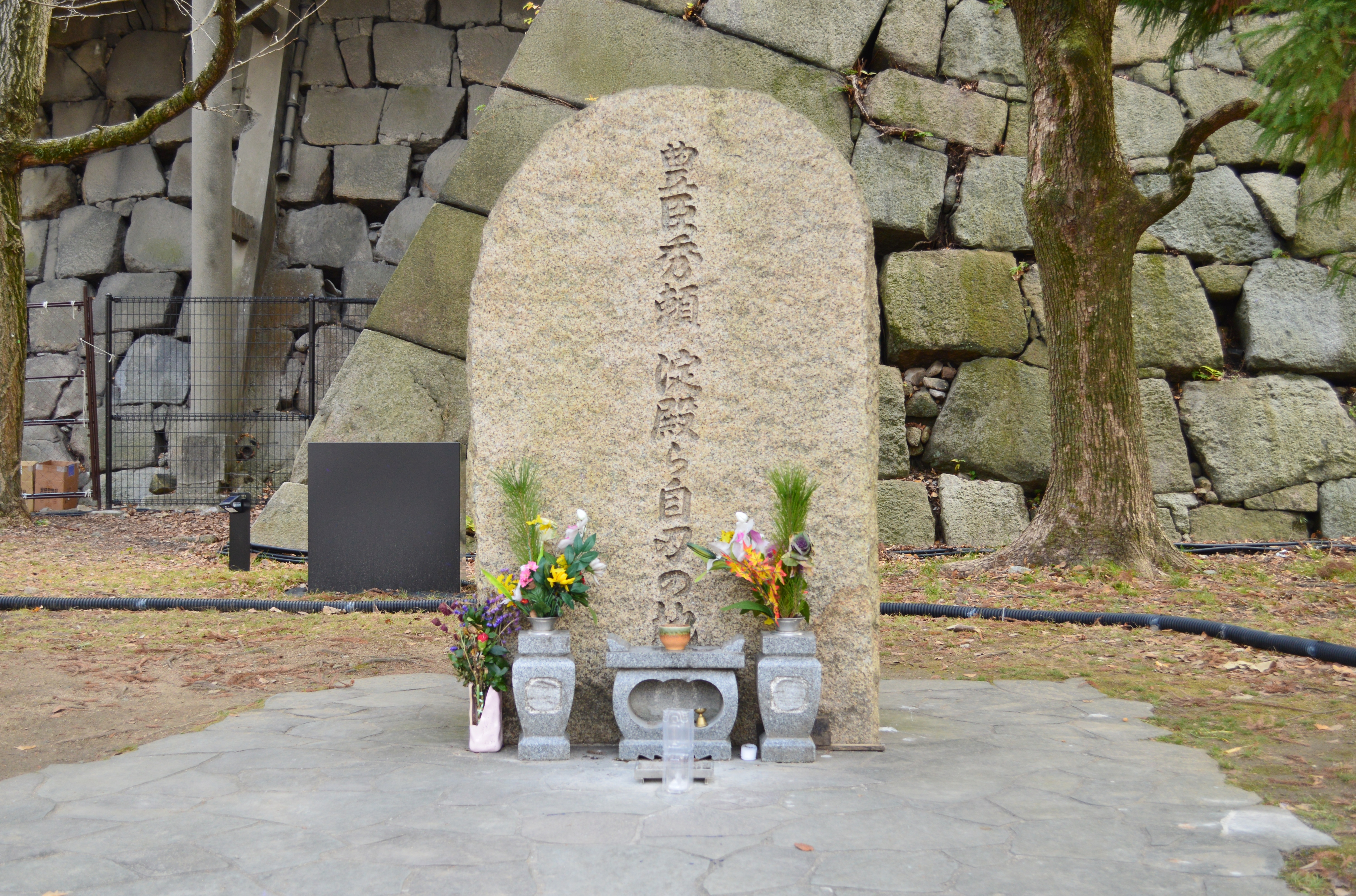
豐臣秀賴與其母淀殿自刃之地

在現代小說、戲劇中，經常設定由於秀吉一直對阿市抱持好感，但是阿市對秀吉一直不理會，便迎娶相貌和母親阿市極為相似的茶茶為妻（側室），同時也有意廣納有身分地位的女子做側室，以提高自己的地位層級。然而這個說法並沒有強力的證據可以佐證，反而是由秀吉作媒，讓阿市和柴田結連理的說法比較可信。
她在伏見城時，被稱為西之丸殿；後來到了大坂城，被稱為二之丸殿。秀吉一直以無子為憾，而茶茶竟在1589年時生下鶴松，讓秀吉欣喜若狂，便將山城國的城送給她做獎勵，她因此被稱為淀夫人，但是鶴松在1591年時便夭折，讓秀吉非常難過。1592年，秀吉帶著淀夫人前往九州名護屋城，結果發現夫人懷孕，便將她送回伏見城。1593年，淀夫人再次產下一子，即後來的豐臣秀賴，從此更確立了她在豐臣家中第一側室的地位。1598年，秀吉過世，六歲的秀賴繼位，淀夫人以生母身分輔政，直至豐臣家滅亡為止，一直實際上掌握整個豐臣家的實權。

## 與德川家康的衝突
1600年發生關原之戰，這場戰事主要是石田三成代表的豐臣家與德川家康兩方面的戰爭。三成最後戰敗，本人不但被德川家逮捕處死，豐臣家的整體權威也大為下降，領地遭到削減。1603年，原本秀吉在世時還向豐臣家俯首稱臣的德川家康，獲天皇受封為征夷大將軍。雖然兩方遵守秀吉生前約定，將秀忠之女千姬嫁給秀賴為妻，卻不能阻止家康一直希望秀賴向他稱臣的意圖。

### 大坂之役
兩家的對立一直持續到1614年，家康得到一個豐臣家的把柄，原來是豐臣家在京都方廣寺刻了鐘銘文，上有「君臣豐樂」、「國家安康」的句子，被家康指控，是企圖詛咒家康死亡、祝願復興豐臣家的文字，是為方廣寺鐘銘事件，這一個文字獄成為大坂之戰的導火線。在1614年底發生大坂冬之陣，淀夫人親自穿上太閤盔甲守城；1615年發生大坂夏之陣，就在大坂城要被攻落之際，淀夫人與秀賴及身邊親信如大野治長、大藏卿局等人一同躲入大坂城的米倉裡自殺，享年四十八歲。後來葬於太融寺，法名包括有「大廣院殿英巖」、「大虞院英嚴大禪定尼」、「大虞院花顏妙香」三種。

## 登場作品
小說
- 淀殿日記（文藝春秋、井上靖著）
- 我愛戀著淀君（講談社、南條範夫（日语：南條範夫）著）
- 假想時代劇（早川書房、宮本昌孝（日语：宮本昌孝）著）

影視劇
- 阿市之方（1942年、大映、演：上田玲子）
- 大坂城物語（日语：大坂城物語）（1961年、東寶、演：山田五十鈴）
- 真田風雲錄（日语：真田風雲録）（1963年、東映、演：花柳小菊）
- 德川家康（1964年、NET、演：朝丘雪路）
- 太閤記（日语：太閤記 (NHK大河ドラマ)）（1965年、NHK大河劇、演：三田佳子）
- 功名十字路（1966年、NET、演：稻野和子（日语：稲野和子））
- 戰國太平記 真田幸村（1966年、TBS、演：淡島千景）
- 戰國艷物語（日语：戦国艶物語#第二部・淀君編）（1969年、ABC、演：岩下志麻）
- 德川秀忠之妻（日语：徳川秀忠の妻）（1969年、CX、演：小山明子）
- 大坂城之女（日语：大坂城の女）（1970年、KTV、演：木暮實千代）
- 春之坂道（日语：春の坂道）（1971年、NHK大河劇、演：岸田今日子）
- 出雲的阿國（1973年、NET、演：小林千登勢）
- 國盜物語（日语：国盗り物語 (NHK大河ドラマ)）（1973年、NHK大河劇、演：中澤祥子）
- 黃金的日子（日语：黄金の日日）（1978年、NHK大河劇、演：藤村志保）
- 真田幸村的謀略（日语：真田幸村の謀略）（1979年、東映、演：高峰三枝子）
- 女太閤記（1981年、NHK大河劇、演：池上季實子（日语：池上季実子））
- 大奧（1983年、KTV、演：小山明子）
- 德川家康（1983年、NHK大河劇、演：夏目雅子）
- 真田太平記（日语：真田太平記 (テレビドラマ)）（1985年、NHK、演：岡田茉莉子）
- 太閤記（日语：太閤記 (1987年のテレビドラマ)）（1987年、TBS、演：尾矢真由香）
- 獨眼龍政宗（1987年、NHK大河劇、演：樋口可南子）
- 野風之笛（1987年、NTV、演：三浦真弓）
- 女子們的百萬石（日语：女たちの百万石）（1988年、NTV、演：佳那晃子）
- 阿市御寮人（1989年、NTV、演：山口弘美）
- 春日局（1989年、NHK大河劇、演：大空眞弓）
- 風雲!真田幸村（日语：風雲!真田幸村）（1989年、TX、演：高田美和）
- 利休（日语：利休 (映画)）（1989年、松竹、演：山口小夜子）
- 信長KING OF ZIPANGU（1992年、NHK大河劇、演：田原加奈子）
- 獲取天下的男人 豐臣秀吉（日语：天下を獲った男 豊臣秀吉）（1993年、TBS、演：澤口靖子）
- 德川武藝帳：柳生三代的劍（日语：徳川武芸帳 柳生三代の剣）（1993年、TX、演：波乃久里子）
- 獨眼龍的野望 伊達政宗（1993年、ANB、演：野村真美）
- 愛與野望的獨眼龍 伊達政宗（1995年、TBS、演：萬田久子）
- 豐臣秀吉 獲取天下！（日语：豊臣秀吉 天下を獲る!）（1995年、TX、演：鶴田真由）
- 秀吉（1996年、NHK大河劇、演：松隆子）
- 家康最恐懼的男人 真田幸村（日语：家康が最も恐れた男 真田幸村）（1998年、TX、演：秋吉久美子）
- 影武者德川家康（日语：影武者徳川家康#テレビドラマ (1998年・テレビ朝日版)）（1998年、ANB、演：一色采子）
- 泰然的道頓：和秀吉爭奪女人的男人（日语：けろりの道頓 秀吉と女を争った男）（1999年、KTV、演：阿木燿子）
- 加賀百萬石：母子的戰國歷險（日语：加賀百万石 母と子の戦国サバイバル）（1999年、NHK、演：松嶋菜菜子）
- 梟之城（1999年、東寶、演：田中伸子）
- 葵德川三代（2000年、NHK大河劇、演：小川真由美）
- 利家與松（2002年、NHK大河劇、演：瀨戶朝香）
- 太閤記 被喚為猴子的男人（日语：太閤記 サルと呼ばれた男）（2003年、CX、演：佐佐木里沙）
- 武藏MUSASHI（2003年、NHK大河劇、演：若尾文子）
- 不滅的李舜臣（2004年、KBS、演：金惠珍）
- 功名十字路（2006年、NHK大河劇、演：永作博美）
- 茶茶 天涯的貴妃（2007年、東映、演：和央葉華）
- 德川家康與三個女子（日语：徳川家康と三人の女）（EX、演：星野真里）
- 大盗石川五右卫门（2009年、松竹、演：廣末涼子）
- 天地人（2009年、NHK大河劇、演：深田恭子）
- 寧寧：女太閤記（2009年、TX、演：吹石一惠）
- 江~公主們的戰國~（2011年、NHK大河劇、演：宮澤理惠）
- 影武者德川家康（日语：影武者徳川家康#テレビドラマ_(2014年・テレビ東京「新春ワイド時代劇」)）（2014年、TX、演：名取裕子）
- 軍師官兵衛 （2014年、NHK大河劇、演：二階堂富美）
- 真田丸（2016年、NHK大河劇、演：竹內結子）
- 石川五右衛門（2016年、TX、演：比嘉愛未）
- 真田十勇士（日语：真田十勇士 (2014年の劇作品)#映画）（2016年、松竹・日活、演：大竹忍）
- 關原（日语：関ヶ原 (映画)）（2017年、東寶、演：和田菜菜）
- 怎麼辦家康 （2023年、NHK大河劇、演：白鳥玉季、北川景子）

漫畫
- 淀君：戰國時代的悲劇姬君（學研、坂口直美作）
- 華之姬：茶茶物語（小學館、渡邊志穗作）

遊戲
- 戰國無雙~真田丸~（光榮特庫摩、聲：高野麻里佳 ）
- Fate/Grand Order（聲：阿澄佳奈）
- 仁王（聲：田中敦子）